# Kenneth R. Scholberg
Kenneth R. Scholberg (Wisconsin; 9 de abril de 1925-5 de noviembre de 1991), hispanista estadounidense.

## Biografía
Profesor de la Universidad Estatal de Míchigan, ha estudiado principalmente el influjo del filósofo escéptico francés Pierre Bayle en la literatura española y, algo después, la poesía del siglo XV, en especial la satírica y la de figuras como Gómez Manrique.
También ha estudiado El caballero Cifar, la obra de Don Juan Manuel, y la obra corta de Pedro Calderón de la Barca.
Ha analizado, desde el punto de vista de Américo Castro, la obra de algunos judíos expulsados fuera de España, como Miguel de Barrios.

## Obras
- Pierre Bayle and Spain. Chapel Hill: University of North Carolina Press, 1958.
- Edición de Metamorfosis de lo moderno y otras poesías de Francisco de Castro, México: Colegio de México, 1958.
- Introducción a la poesía de Gómez Manrique Madison: The Hispanic Seminary of Medieval Studies, Ltd., 1984
- Sátira e invectiva en la España medieval, Madrid: Gredos, 1971
- La poesía zahiriente del siglo XV: antología; edición de Kenneth R. Scholberg; Ferrol: Esquío, 1980
- La Poesía Religiosa de Miguel de Barrios. The Ohio State. University Press, Columbus, 1962

- Datos: Q5959093